# Зольский сельсовет
Зо́льский сельсове́т — упразднённое сельское поселение в составе Кировского района Ставропольского края Российской Федерации.
Административный центр — станица Зольская.

## География
Находилось в юго-западной части Кировского района, где граничило с землями муниципальных образований: Малка на юго-востоке, Приречное на юге, Псынадаха на юго-западе, Залукокоаже на западе, Пятигорский сельсовет на севере, Незлобненский сельсовет на северо-востоке и Марьинская на востоке.
Населённые пункты, входившие в состав поселения, располагаются в предгорной зоне. Средние высоты составляют около 550 метров над уровнем моря. Рельеф местности представляет собой в основном возвышенную предгорную наклонную равнину и имеет выраженное понижение с юго-запада на северо-восток. Местность сильно изрезана балками и понижениями. Гидрографическая сеть представлена рекой Золка и её мелкими притоками.
Общая площадь территории сельского поселения — 186,8 км². Расстояние от административного центра муниципального образования до районного центра — 38 км.

## История
В октябре 1997 года был образован Зольский сельсовет.
С 1 мая 2017 года, на основании Закона Ставропольского края от 5 декабря 2016 года № 116-кз, все муниципальные образования Кировского муниципального района (городское поселение город Новопавловск, сельские поселения Горнозаводской сельсовет, Зольский сельсовет, Комсомольский сельсовет, станица Марьинская, Новосредненский сельсовет, Орловский сельсовет, Советский сельсовет, Старопавловский сельсовет, посёлок Фазанный) были преобразованы, путём их объединения, в Кировский городской округ.

## Население
| 1989    | 2002    | 2010    | 2011    | 2012    |
| ------- | ------- | ------- | ------- | ------- |
| 7681    | ↗10 194 | ↗10 883 | ↘10 838 | ↗10 900 |
| 2013    | 2014    | 2015    | 2016    | 2017    |
| ↘10 871 | ↗10 943 | ↗10 993 | ↗10 998 | ↗11 013 |

Процент от населения района — 16.54 %
Плотность — 61.18 чел./км²

### Национальный состав
По итогам переписи населения 2010 года проживали следующие национальности (национальности менее 1 %, см. в сноске к строке «Другие»):
| Национальность | Численность | Процент |
| -------------- | ----------- | ------- |
| Русские        | 8424        | 77,41   |
| Кабардинцы     | 1160        | 10,66   |
| Цыгане         | 371         | 3,41    |
| Армяне         | 355         | 3,26    |
| Другие         | 573         | 5,27    |
| Итого          | 10 883      | 100,00  |

## Состав поселения
До упразднения Зольского сельсовета в состав его территории входили 2 населённых пункта:
| № | Населённый пункт | Тип населённого пункта          | Население | Доля от населения (%) |
| - | ---------------- | ------------------------------- | --------- | --------------------- |
| 1 | Зольская         | станица, административный центр | ↘9227     | 85,7 %                |
| 2 | Прогресс         | посёлок                         | ↗1720     | 14,3 %                |

## Местное самоуправление
- Совет депутатов сельского поселения Зольский сельсовет (состоял из 15 депутатов, избираемых на муниципальных выборах по одномандатным избирательным округам сроком на 5 лет)[20]
- Администрация сельского поселения Зольский сельсовет[20]

Главы администрации
- с 8 октября 2006 года — Захарченко Анатолий Александрович, глава сельского поселения[6]

## Инфраструктура
- Дом культуры
- Муниципальное казенное учреждение «Коммунальник»
- Северо-Кавказская овощная опытная станция Всероссийского научно-исследовательского института селекции и семеноводства овощных культур Российской академии сельскохозяйственных наук

## Образование
- Детский сад № 8 «Ивушка»
- Детский сад № 11 «Светлячок»
- Детский сад № 24 «Теремок»
- Детский сад № 28 «Ласточка»
- Начальная общеобразовательная школа № 17
- Средняя общеобразовательная школа № 4
- Детская музыкальная школа

## Экономика
На территории поселения функционируют 22 крестьянско-фермерских хозяйства и 15 промышленных предприятий. Неподалёку от станицы Зольской расположен Малкинский песчано-гравийный карьер, один из крупнейших в Европе по выработке нерудных материалов, в частности песка и строительного гравия.